# El viaje imposible: el turismo y sus imágenes
El viaje imposible es un libro escrito por Marc Augé, un antropólogo francés nacido en Poitiers, Francia, en el año 1935. Esta obra se ve basada en una narración en primera persona hecha por el escritor bajo el perfil de una especie de personaje de él mismo en donde cuenta sus travesías y puntos de vista críticos respecto al turismo y los viajes que debe realizar por su oficio.

## Estructura
El libro en cuestión consta de tres grandes partes que se encuentran subdivididas cada una en tres otras pequeñas partes. Los primeros tres capítulos pertenecen a la categoría de Reportajes en donde el autor relata un viaje a Disneylandia, La Baule y Center Parcs. En la segunda categoría llamada Clisés se subdivide en capítulos bajo el nombre de Mont Saint-Michel, El caso Waterloo y Los castillos de Luis II. Finalmente, en la última categoría llamada Paseos por la ciudad se encuentran los últimos tres capítulos llamados La incursión a Aulnay, La ciudad entre lo imaginario y la ficción para terminar con Una ciudad de ensueño.

## Argumento
A grandes rasgos esta obra busca dar a entender el valor de viajar, la manera de apreciar cada lugar y sus detalles, el autor recorre muchos lugares a lo largo de cada página donde cuenta cada cosa que ve según su parecer y las vivencias propias que el alude a cada lugar junto con el comportamiento de la gente cuando aplica las relaciones de etnológicas que hace. Da un análisis también de su punto de vista en un sentido arquitectónico tomando en cuenta las estructuras de cada sitio y su composición, a ratos divagando en sus propios pensamientos.

## Introducción

### Sitios privilegiados y Clisés
Para dar inicio a los relatos las vivencias que van unidas a los lugares que visita el narrador habla mucho de literatura y de cómo esta influyó en su infancia recordando lecturas de pequeño de la Condesa de Ségur principalmente junto con las narraciones de otras duquesas. Luego de eso, habla de cómo las cosas han cambiado, de la manera en que todo se va renovando en cuanto al ámbito de conocer lugares nuevos en el mundo, comienza a cuestionar en cierto modo la forma en que se ha ido desvirtuando y comercializando a través del tiempo el concepto de viaje y el turismo, dice que ahora todo se ha estructurado demasiado, que la gente ya no se preocupa de disfrutar los viajes, sino que hoy en día para las personas es más importante ostentar los lugares que se visitan. También menciona que significa para las personas con los cambios en el mundo y la globalización el concepto de visitar el campo o salir de vacaciones.
Según el punto de vista de Marc, a pesar de todo nunca hay que dejar de viajar, pero dejando de ver la tierra y los lugares como un producto, sino que aprovecharlos de conocer, dejando un poco de lado la actitud de turista como menciona en la siguiente cita: “El mundo existe todavía en su diversidad. Pero esa diversidad poco tiene que ver con el caleidoscopio ilusorio del turismo” (p.16). Dice que una de nuestras más importantes tareas a realizar para todos es volver a aprender a viajar dejando de idealizar tanto los sitios a conocer y sin perder de vista la realidad y volver a encantarse con los lugares que uno ya conoce.

## Reportajes

### Un etnólogo en Disneylandia
En este capítulo, el autor nos cuenta que acepta la propuesta (de parte de su amiga fotógrafa y cineasta Catherine) de realizar la labor de etnólogo de la modernidad en Disneylandia. “Una buena idea falsa, me decía, pues en todo caso Disneylandia no es más que la feria de vanidades instalada en el campo raso” (El viaje imposible - Marc Augé (1999) p. 23). Acompañado de Catherine, quien filmará los acontecimientos, entran sin problema alguno al parque (Augé menciona que estaba nervioso de que los descubrieran con una “cámara subversiva”).
El camino hacia el parque se vislumbra prometedor: “se nos ofrecía un espectáculo enteramente semejante al que se nos había anunciado” (El viaje imposible - Marc Augé (1999) p. 24). En primera instancia, el autor nos sumerge en una serie de interrogantes con respecto a Disneylandia. Se pregunta ¿por qué los estadounidenses siguen visitando una y otra vez el parque y no lugares extranjeros? Y ¿Por qué la gente no visita el lugar sin aparatos fotográficos? La primera interrogante la responde haciendo alusión de que el público estadounidense reencuentran lo ya conocido y “saborean el placer de la verificación”. Y más que claro, hablando en el siglo XXI, las cámaras son infaltables a la hora de turistear y proyectar imágenes de los momentos, para poder certificar su presencia y goce. “La gente va a Disneylandia para poder decir que ha estado allí y para dar prueba de ello” (El viaje imposible - Marc Augé (1999) p. 26).
Otra acotación que realiza el autor es que hay más adultos que niños en el parque, por el motivo de que las instalaciones recorren varios kilómetros, además de que los niños no contemplan con tanto detalle como los mayores. “Los adultos en cambio aprecian la estricta contigüidad de los diminutos mundos que se yuxtaponen como los decorados en un estudio cinematográfico de la gran época” (El viaje imposible - Marc Augé (1999) p. 27).
La música es incesante en la Disneylandia y los empleados deben mantenerse en su papel casi “hasta la muerte”, así Blancanieves, a pesar de estar famélica en su hora de colación, debe entregar la misma sonrisa de princesa ideal y posar cada vez que un niño (o un adulto mayoritariamente) se lo solicite. “El otro lado de la escenografía es también un decorado” (El viaje imposible - Marc Augé (1999) p. 29). Empleados con sonrisas de oreja a oreja, filas interminables para las atracciones, seres que ríen sardónicamente y una variedad de “falsa alegría” por todas las instalaciones. La fatiga también afecta a los adultos, sin embargo, por el dinero cancelado hay que aprovechar hasta la última gota.
En último lugar, cabe mencionar el análisis que hace el autor sobre los interesantes estudios de etnología comparada que se pueden llevar a cabo dicho lugar y destacar la compresión que este tuvo con respecto al atractivo seductor que tiene Disneylandia: el efecto de sobre realidad que produce. Con esto apunta a que el turista viaja a conocer lo ya conocido, pero que en estricto rigor no existe. Disneylandia es el mundo de hoy, ese mundo con lo que tiene de peor y de mejor: la experiencia del vacío y la experiencia de la libertad (El viaje imposible - Marc Augé (1999) p. 32).

### Un etnólogo en La Baule
En el capítulo un etnólogo en La Baule, Marc se nos adentra en un análisis sobre el comportamiento y cultura de las personas en las playas francesas, otorgando énfasis a La Baule y Saint Marc. Impulsado por su labor de etnólogo y su deber de redactar un artículo que le solicitaron sobre las playas de verano. Los temas que debía abordar sobre el trabajo de etnología de las playas eran el empleo del tiempo, la ocupación del espacio y el manejo del cuerpo.
En la mayoría del reportaje, el autor menciona Las vacaciones del señor Hulot, una película francesa de carácter cómico protagonizada por Jacques Tati. El etnólogo hace constante referencia debido a que se hospedará en Hotel de la Plage, el mismo donde se albergaron los personajes de la comedia. “Puesto que debo ir a la playa, me había dicho, tanto da ir al Hotel de la Plage, el hotel de las vacaciones del señor Hulot, para revivir antiguos recuerdos, recuerdos de espectador, recuerdos imágenes…” (El viaje imposible, Marc Augé (1999) p.34).
Augé nos relata sus experiencias de vida en relación con estos lugares visitados, al igual que el de los veraneantes. Alude la percepción del tiempo, diciendo que siente como si se remontara al pasado, además de expresar que un lapso se puede hacer verdaderamente largo para las personas, cuando se dedican un momento a observar el mar con calma. ”Comprendí que en La Baule había ya mucha, pero que la vida de la playa tiene sus ritmos y sus horas… En menos de una hora, la distancia entre los grupos alineados se redujo de doce a seis metros, luego a tres metros, pero se mantuvo la disposición en tresbolillo” (Marc Augé, El viaje imposible (1999) p. 36).
El elemento primordial de la playa, obviamente es el mar, pero el autor nos indica que esta infinidad de agua no es una mayor distracción en La Baule (exceptuando a los niños). “Nada hay que ver en el mar, sólo se ve el mar, aun cuando un barco o un ave de paso animen de vez en cuando la calma general…En esas condiciones, mirar el mar es, antes bien, hundirse en la luz, quedar deslumbrado y, cuando el mar baja un poco, significa captar sus más ínfimas variaciones. El mar es el color del tiempo” (Marc Augé, El viaje imposible (1999) p.38).
Otro punto que destaca de la playa es que se percibe una implícita distinción de clases, habiendo playas privadas, con harto espacio entre los veraneantes y otras playas saturadas de gente y sin reglas algunas. “En La Baule, por lo menos, la abundancia de la arena y del espacio aseguraba un mínimo de democracia. Me acordaba de aquellas playas del mediodía en las que el espacio público está asignado a un determinado sector” (Marc Augé, El viaje imposible (1999) p.40). En conclusión, Marc nos menciona que la playa continúa siendo un lugar intrascendente, donde cada persona vive su instante a su modo. “Filmada o no filmada, la playa continúa siendo el lugar de futilidades esenciales. Los recuerdos son en la playa tan ficticios y tan verdaderos como los sueños. Allí cada uno se pierde y se reencuentra. Cada uno hace allí su propia película” (Marc Augé, El viaje imposible (1999) p. 43).

### Un etnólogo en Center Parcs
En este último reportaje el autor nos sumerge al noroeste de Francia un parque acuático en Normandía: Center Parcs. Señala que se sintió atraído en primera instancia por la burbuja (domo o bóveda transparente situada en el recinto). “La curiosidad humana no tiene límites, en cierto sentido, pero al hombre le gusta sentirse dentro de un espacio estrecho” (El viaje imposible - Marc Augé (1999) p. 45).
El autor recibe un folleto de parte del lugar, el cual claramente lo persuadió; nos relata que este está inteligentemente redactado e ilustrado, describiendo un paraíso de arena blanca, agua azul y tibia, rodeada de cocoteros y con un clima tropical espectacular. No obstante, este paraíso tropical no prometía más que unas falsas cascadas y ríos, olitas producidas por una máquina y una laguna de completa cerámica. ”Lo que el folleto oponía a lo ideal no era pues la realidad, sino lo real remodelado por la inteligencia y la imaginación, a saber, la idea. Y esa idea me sedujo desde el comienzo”. (El viaje imposible - Marc Augé (1999) p. 46).
Center Parcs es un lugar del cual todos tienen altas expectativas y hermosas ideas sobre él. El litoral no llamaba tanto la atención debida que no es siempre fácil vivir en este por sus corales y piedras cortantes, hormigas e insectos en la maleza, donde por cierto se ubican la mayoría de los cocoteros, cuyos frutos se balancean constantemente amenazando caer con la menor brisa. Para llegar al recinto había que abandonar la carretera nacional y tomar caminos a través de los campos, en resumen, lejano. “Tenía yo casi la sensación de salir realmente de vacaciones para dirigirme a una aldea como cualquier otra” (El viaje imposible - Marc Augé (1999) p. 48). El etnólogo señala que, a pesar del cansancio por el viaje, no resistió ir a conocer la burbuja en seguida. Ya instalado en Center Parcs menciona, que se siente un poco desconcertado y solo, porque los grupos de personas ya se habían constituido, asimismo compara el lugar con La Baule, con dimensiones más pequeñas y se sorprende de la ausencia de cámaras. El orden reina Center Parcs, no había policías, ya que las personas obedecían sin problema alguno las frases imperativas dispersas por el lugar. “Pero, ¿era realmente cierto? Todo aquí, ¿no invitaba más bien a un extraño juego, a desempeñar uno su papel pero forzándolo, para fortalecer su imagen de padre deportivo, de adolescente avispado o de abuelo indulgente, a vivir la vida como jugando?” (El viaje imposible - Marc Augé (1999) p. 57).
Luego indica que la realidad y ficción se mezclan en Center Parcs debido a que los veraneantes se refugian de alguna manera en sitios que se asemejen a la realidad pero sin peligros inminentes, eliminando los contratiempos de la vida real. “Hubo un tiempo en el que lo real se distinguía claramente de la ficción… un tiempo en el que iba uno a lugares especiales y bien delimitados en los que la ficción copiaba la realidad. En nuestros días, insensiblemente, se está produciendo lo inverso: lo real copia a la ficción” (El viaje imposible - Marc Augé (1999) p. 57).
El etnólogo concluye que el recinto es un pequeño trozo de bosque normando, el cual representa el futuro de Europa y genéricamente el mundo. Finalmente evidencia un suceso que lo alegra. Al encontrar un camino fuera del perímetro caminó y oyó decir a una niña de doce años: “"¡Papá, papá! ¡Esto huele a campo!" Yo la habría besado. La muchacha no lo sabía, pero en ella acababa de encontrar a la primera representante de la resistencia”. (El viaje imposible - Marc Augé (1999) p. 60).

## Clisés

### Mont Saint-Michel
Cuando recorre el Monte Saint-Michel dice que este lugar solía visitarlo mucho de niño, por lo tanto, le recuerda mucho a su infancia y que igualmente seguía visitándolo con frecuencia, en esta ocasión acompañado de una amiga llamada Catherine que iría a filmar distintas atracciones del lugar. Ambos toman caminos distintos para ir recorriendo el lugar, el autor tomando un camino más concurrido por la gente, en donde este nota y analiza la presencia de los vendedores ambulantes y cómo estos siempre se recuerdan y están presentes en lugares llamativos, cuando dice “Una marea detenida de vez en cuando por el mostrador colorido de una tienda de baratijas o por la tímida provocación de un vendedor de espectáculos y de leyendas apostado en el umbral de un edificio de época o de una tienda de antigüedades” (El viaje imposible - Marc Augé (1999) p. 65).
También denota en cierta manera los propósitos de la gente que va a visitar este monte, además de sólo turistas que van a conocer y recorrer, esta localidad es muy conocida por recibir visitas de peregrinos que asisten para meditar y reafirmar su fe. Junto con todas esas características del monte, además Marc va relatando en cierto modo la relación que lleva con la chica que se encarga de hacer las filmaciones y de cómo le causa molestia a veces su actitud distante pero siempre sin dejar de lado la historia y como era la vida antiguamente en el lugar.

### El caso Waterloo
En capítulo del viaje a Waterloo, ciudad ubicada en la actual Bélgica, denota los atributos surrealistas de las calles del lugar y como gran parte de las atracciones se relacionan con un acontecimiento específico. Éste sin duda es uno de los capítulos que más abarca conflictos pasados registrados como la batalla que ocurrió en ese mismo lugar que toma su nombre y ciertas rivalidades históricas entre países, en este caso se habla de la existente entre Inglaterra y Francia. Éste cuenta de cómo las naciones lidian y aceptan las derrotas, los acontecimientos en guerras de siglos pasados como la que tuvo Francia en la batalla de Waterloo, en donde el ejército francés fue derrotado por las tropas británicas.
El etnólogo cuenta acerca de cómo a pesar de las derrotas, hay personajes históricos que se vuelven sus héroes, tal como la gente da a entender que Napoleón a pesar de todo les resulta admirable, pensando que debería haber ganado, como se puede apreciar en la siguiente cita: “Modesto consuelo, sin duda, pero que decía no poco sobre la necesidad que tenemos de creer en héroes. La imaginación concedía al águila herida lo que la fortuna de las armas le había arrebatado” (El viaje imposible - Marc Augé (1999) p. 73), relatando cómo se llevan esas diferencias en los tiempos de hoy en día. Se crea una relación que se le da a estos sucesos con el deporte y los partidos, en este caso el rugby, que sería una situación más “contemporánea” en donde se podrían crear rivalidades entre países; Marc encuentra ciertas similitudes entre la relación de los franceses y los ingleses con el deporte y la historia.

### Los Castillos de Luis II
Como tercer lugar de la categoría Clisés, el autor recorre los castillos del rey Luis II de Baviera, precisando por momentos en el público tan correcto y como realizaba el recorrido junto con la manera en que se desenvolvían los guías, habla nuevamente de la cierta indiferencia de su compañera de viaje Catherine y como esta se preocupa de cumplir con su trabajo. Aunque más que eso, se preocupa de enfatizar mayormente en las construcciones del rey y en la forma en que este se dedicaba a edificar lugares para su deleite que sin querer parecieron ser creados con un fin turístico, también denota el autor su gusto por lo teatral y lo importante que era en la vida del rey solitario. Era una persona que adecuado a su época le gustaba mucho jugar con los espacios y como esto lograba ir fascinando a los visitantes al punto de querer verlo todo disfrutando cada detalle.
En cierto modo se aprecia de Luis II el toque teatral que le daba a todas sus cosas, a pesar de que inicialmente era para su propio goce; ya que hacia todo para sí mismo, siendo el único espectador, cosa que no quita que los detalles de su vida junto con sus construcciones sean muy llamativas para el resto de la gente y que con el tiempo se fue dando a notar para los turistas dándoles la forma de conocerlo más a fondo y sus intenciones como menciona en algún momento Marc: “En suma, el rey de Baviera era más anticipador que anacrónico: tenía la fibra de un operador de giras turísticas dotado de genio” (El viaje imposible - Marc Augé (1999) p. 77), dando a notar estas habilidades del rey.

## Paseos por la ciudad

### La incursión a Aulnay
El escritor parte el capítulo hablando desde la ignorancia hacia las instalaciones de la planta industrial L'Oréal, ubicada en Aulnay-sous-Bois en Francia, la cual fue construida en los suburbios de la localidad. Marc continua con el capítulo contando la aventura que experimentó al visitar la fábrica, mencionando aspectos que llamaron su atención tales como la estructura, el diseño y su ambiente laboral, calificando a la creación de Pistre y Valode como un desafío. También se jacta dentro de su exploración por la fábrica de la representación y de la imagen del grupo L'Oréal conformado por sus empleados quienes obedecen a las exigencias de producción.
El viaje a Aulnay ayudó al etnólogo a comprender por qué la prensa estaba tan seducida por esta compañía, descubriendo que se debía al cómo fue prolijamente concretada la respuesta a tanta interrogante por parte de la gente respecto al futuro de la fábrica, que en su desarrollo logró cumplir con aspectos difíciles de alcanzar, tales como la estética, el uso del espacio, y la mezcla entre la productividad y lo social. "La apuesta había sido ganada y la fábrica imaginada por Pistre y Valode constituía ciertamente la respuesta arquitectónica al conjunto de todas estas preguntas" (El viaje imposible - Marc Augé (1999) p. 87).
También describe la manera en que interpretó la forma de la arquitectura de la instalación. La semejanza del techo con la delicadeza y las ondas de la arena de la playa denotaban un símbolo que se componía del modernismo y las nuevas relaciones de trabajo y de ambiente. "El arquitecto está sometido a un desafío impresionante porque a veces se le pide que de cuerpo a un símbolo, que lo haga visible, que lo haga existir materialmente, por ejemplo, que construya el Gran Arco, la Biblioteca de Francia, o el Gran Estadio." (El viaje imposible - Marc Augé (1999) p. 97).
El éxito que puede llegar a tener una arquitectura según lo que representa, es lo que la convierte en un símbolo de carácter autocentrado, lo que el escritor describe como "introvertido" por el hecho de ubicarse disimuladamente en la periferia de Aulnay. Luego de la primera impresión, el etnólogo comienza a fijarse en detalles que el propio ambiente brindaba de manera espontánea, describiendo un lugar elegante, actual y original, destacando la cohabitación que brindaba el espacio abierto sin muros, permitiendo el constante contacto entre visitas y trabajadores otorgando además un carácter civil.
En el trayecto éste reflexiona sobre dos aspectos clave, la presente organización del espacio junto a la originalidad arquitectónica y el contexto con el ambiente exterior como segundo aspecto, porqué aun cuando corre el riesgo de permanecer aislada logra simbolizar a los habitantes locales. “Hoy la principal tensión de la arquitectura esta menos entre la forma exterior y la disposición interior que entre la forma y la materia” (El viaje imposible - Marc Augé (1999) p. 95), y concluye con el capítulo diciendo que vale la pena hacer el viaje a Aulnay.

### La ciudad ente lo imaginario y la ficción
El concepto de ciudad que emplea el etnólogo va más allá de lo que estamos acostumbrados a visualizar cuando escuchamos esta palabra que, al ser analizada de forma minuciosa, esclarece la historia que quedó plasmada en obras con el pasar de los años. El concepto de ciudad se ve conformado por un sinnúmero de características que dan el escenario perfecto para autores de novelas o películas que, en su mayoría, utilizan la ciudad como punto clave, ya sea en críticas poéticas, dramas, encuentros, etc. “Uno ve al autor a través de las ciudades que este ha evocado y ve a las ciudades a través de aquellos que las han amado y descrito: fantasmas que gracias a nuestros recuerdos de lecturas continúan recorriendo sus calles y sus plazas” (El viaje imposible - Marc Augé (1999) p. 109).
Además, el sentido que se le da a estas obras se ve siempre ligado a la sociedad que participa y hace de la ciudad un esquema vívido. Marc denota la escenografía ejemplar que entrega para el cine esta dimensión poética y novelística, agregando los múltiples sentidos que el realizador y la cámara pueden llegar a dar al contexto urbano. Continuando con el capítulo, se señala el tema de la poesía y el significado de la palabra, en este caso “crear”, a esto se refiere que cualquier tipo de personajes o historias que se inventen en el contexto de la ciudad, encajaran perfectamente con el escenario urbanizado.
En el libro se señalan tres tipos de formas de ciudad; la ciudad-memoria que se refiere a las anécdotas tanto colectivas como individuales que han sucedido en una ciudad, en donde cada sujeto es parte de la historia que se forma con los años. “Pero la ciudad-memoria esta también sometida a la historia pasada, a la historia cuyo rastro despierta y suscita, para bien o para mal, recuerdos contrastados” (El viaje imposible - Marc Augé (1999) p. 116). En el capítulo se describe como se entrelaza la identidad de una ciudad con las denominaciones de las estaciones de metro, por ejemplo, las que son provenientes de nombres que aluden las calles de la superficie o de acontecimientos históricos, así también el metro guarda recuerdos personales de mucha gente que lo utiliza cotidianamente. También se da el concepto de modernidad que es una tendencia en países como Francia, país que logra la mezcla entre lo tradicional y lo actual dentro de su ciudad.
La ciudad-encuentro donde las personas suelen reunirse y en donde un sujeto extranjero a ella descubre una variedad de sensaciones y donde aprende a conocer casi como a una persona la “nueva ciudad”; se puede encontrar más abajo como ejemplo, la cita del libro La ciudad de las bestias de Isabel Allende, comparando la calma del campo y la violencia de la ciudad y su movimiento a través del personaje principal del libro quien se asombra al descubrir, después de muchos años alejado de lo urbano, una ciudad irreconocible. Marc Auge da énfasis a cómo varios artistas plasman la disparidad entre un paisaje de concreto y el horizonte natural que es reemplazado por la invasión de la modernidad. La ciudad es un punto de encuentro, es simbólica para quienes viven en ella y para quienes la constituyen, y esto podemos encontrarlo plasmado en distintas obras que generalmente sitúan a sus personajes en situaciones de encuentro.

Finalmente describe la ciudad-ficción, que siempre aparece como el ícono de una ciudad donde la vista se entretiene con las imágenes y las pantallas, criticando en cierto punto, la evolución de países en desarrollo gracias a países pobres e industrializados que se prestan para dar un sustento ficcionario a grandes ciudades, las que se jactan de un modernismo que oculta la cara del consumismo a través de proyecciones e imágenes que conforman un espectáculo. Disney Corporation es un buen modelo como reproductor de lo imaginario, debido a la fácil capacidad de apropiarse de espacios que eran ocupados por gente de menores recursos, solo con el fin de entretener, distorsionando la fantasía con el consumismo. “La extensión de los espacios urbanos es un hecho evidente que han analizado los geógrafos y demógrafos. Este hecho caracteriza aún más a los países que están “en vías de desarrollo” que a los países industrializados, pero evidentemente se trata de un hecho que no deja de tener sus consecuencias en la forma, la estructura y la calidad de la ciudad” (El viaje imposible - Marc Augé (1999) p. 127)

### La ciudad de ensueño
En el capítulo final se concentra en la ciudad más conocida del mundo; París, nombrando sus atracciones modernas y la remodelación de estructuras antiguas como escenario permanente y ficcionario. Luego se cuestiona si París seguirá siendo París en un par de décadas más, surgiendo la idea de que quizás ese encanto entre lo moderno y lo antiguo pudiese desaparecer dejando a los monumentos más conocidos aún vigentes de turistas. Más adelante Auge emprende un viaje a un futuro hipotético y se refiere a Disney como una potencia tan poderosa, que ficticiamente podría adueñarse de estos monumentos, convirtiéndolos en fachadas falsas y remodeladas, y también quizás, siendo sus instalaciones reemplazadas por la tecnología.
Finalmente el autor hace una breve reseña a una experiencia que vivió con un grupo de indios que habitaban entre la frontera de Colombia y Venezuela, explicando cómo veían ellos el futuro y su desaparición en la tierra llevándose su anhelo de vivir en una ciudad como en la que vivían sus antepasados, dando así énfasis en su propuesta de variadas concepciones que se pueden tener cuando hablamos de “ciudad de ensueño”.

## Recepción y crítica
Dentro de las críticas encontradas acerca del libro se encuentra una realizada en la página patabrava.com por Javier Sánchez Pérez que señala lo siguiente: los destinos turísticos han modificado su aspecto y originalidad sólo para llamar la atención del turista. Las ciudades comienzan a convertirse en destinos turísticos, pierden la pureza para adquirir beneficios económicos, o simplemente para que les llegue mediante algún medio al turista, para provocar en él cierta curiosidad e intentar que visite próximamente dicho destino. Al igual que el condicionamiento clásico de Watson, el destino nos provoca un estímulo al cual queremos dar respuesta.
Otro aspecto que el autor quiere destacar, es el rol que interpreta, el rol que adquiere el turista en función del lugar en el que se encuentre. Por ejemplo, en Waterloo dice que los turistas viajan atrás en el tiempo, reviviendo a través de restos, estatuas y monumentos de la Batalla de Waterloo, el turista se introduce en la historia, a modo de catarsis, pero a la vez critica ya que los turistas que van a visitar este sitio encuentran lo que quieren encontrar, ni más ni menos. Se nota cierta crítica ya que en comparación con viajar a un lugar no conocido en este caso puedes encontrar más de lo esperado (o menos).
Nos convertimos al realizar turismo en los actores de una película. Vivimos situaciones que queremos vivir. Critica esa simpleza que poseemos y en general, critica el turismo actual. Podemos observar cierto cambio de actitud en los turistas, ya que tras seguir una rutina diaria, desconectan al viajar. También hace una pequeña crítica a las personas que compran souvenirs o se hacen fotografías para mostrar a otras personas y dar credibilidad de que han estado en ese lugar, aunque para Marc, es más importante saber que hemos estado simplemente.
En las últimas páginas imagina como será París en 2040, y podemos observar que el futuro que describe, queda bastante fuera de contexto con respecto al tiempo que queda para el año 2040 y en referencia al año en el que escribió tal imaginación.
En conclusión realiza una crítica a todos los aspectos, detalla cada lugar para comprender mejor cada situación, e intenta que el lector se dé cuenta de lo que tendría que ser realmente hacer turismo.
Para terminar me gustaría dar mi opinión acerca del libro; en mis primeras impresiones no me sentó de agrado la crítica social que realizaba, comparando a Disneylandia (entre otros) como un mundo paralelo en el que vamos a "creernos quien en realidad no somos". Pero según iba avanzando, despertó en mi pensamiento cierto razonamiento. Pese a todas las críticas del turismo moderno que expone y de los destinos tratados, me encantaría viajar a cada uno de ellos y meterme en el rol de cada uno.